# Бродівська сільська рада
Бродівська сільська рада (біл. Бродаўскі сельсавет) — колишня адміністративно-територіальна одиниця в складі Борисовського району розташована в Мінській області Білорусі. Адміністративним центром було село — Бродівка.
Бродівська сільська рада була розташована на межі центральної Білорусі, на північному сході Мінської області орієнтовне розташування — супутникові знимки [Архівовано 25 грудня 2018 у Wayback Machine.], на північний захід від районного центру Борисов.
Рішенням Мінської обласної ради депутатів від 30 жовтня 2009 року, щодо змін адміністративно-територіального устрою Мінської області, сільську раду було ліквідовано.
До складу сільради входили 14 населених пунктів:
- Павлівці • Соколи • Старе Янчино • Бродівка • Дрази • Медведівка • Плитченка • Повприщі • Раківці • Старинки • Суділь • Юзефове • Костриця • Михайлове